# Dab (танец)
Dab (Дэб) — танцевальное движение, когда танцор одновременно роняет голову во время поднятия руки по локоть в жесте, который похож на «жест чихания». Этот танец был придуман в 2014 году в США; в 2015 году французский футболист Поль Погба́ исполнил этот танец после забитого гола, а в декабре 2016 года итальянский певец Фабио Ровацци исполнил этот танец во время песни Tutto molto interessante, после этого танец стал популярным в Европе и в России.

## Происхождение
Дэб берёт своё начало в Атланте, США, но существуют разногласия о том, где возник танец. Часто создателями данного танца называют хип-хоп исполнителей и таких музыкантов, как Migos,Skippa Da Flippa, AQUILA, Peewee Longway в США, Фабио Ровацци в Италии.
Американский рэпер Bow Wow, пытаясь объяснить происхождение дэба, заявил, что «конопляное сообщество дэберов» появилось задолго до 2012 года. Однако сторонники других исполнителей с ним не согласились.
Имеет место предположение, что танец возник из-за любителей кокаина, которые употребляют его подобными моторными действиями. Однако нет никаких доказательств, что это предположение правдиво. Кэм Ньютон, игрок НФЛ из Каролина Пэнтерс, хорошо известен исполнением этого танца после тачдаунов. Также футболист Поль Погба, ещё будучи игроком «Ювентуса» (сейчас он играет в «Манчестер Юнайтед»), отмечал свои голы этим движением.

## Популярность за пределами США
В 2015 году дэб завоевал общенациональную известность в США, а журнал «XXL» сообщил в августе 2015 года, что «то, что начиналось как региональный стиль экспромта, быстро становится очень популярным в клубах и на улицах. Это явление имеет название Dabbin'».
В 2018 году игроку клуба «Аль-Ноджум», выступающему в первом дивизионе Саудовской Аравии, грозило тюремное заключение за показ запрещённого жеста. Запасной игрок после гола его команды сделал дэб в матче Кубка чемпионов в Саудовской Аравии. Этот эпизод попал в трансляцию. По информации «BBC», комментатор во время этого эпизода несколько раз произнёс: «Нет, нет, нет».